# هانس-يورغن ويبر
هانس-يورغن ويبر (بالألمانية: Hans-Jürgen Weber)‏ هو حكم كرة قدم ولاعب كرة قدم ألماني، ولد في 15 يونيو 1955 في إسن في ألمانيا.

## وصلات خارجية
- هانس-يورغن ويبر على موقع عالم كرة القدم.نت (الإنجليزية)